# Saint-Martin-de-la-Lieue
Saint-Martin-de-la-Lieue – miejscowość i gmina we Francji, w regionie Normandia, w departamencie Calvados.
Według danych na rok 1990 gminę zamieszkiwało 951 osób, a gęstość zaludnienia wynosiła 113 osób/km² (wśród 1815 gmin Dolnej Normandii Saint-Martin-de-la-Lieue plasuje się na 237. miejscu pod względem liczby ludności, natomiast pod względem powierzchni na miejscu 619.).